# Liivanõmme
Koordinaten: 58° 21′ N, 22° 32′ O
Liivanõmme ist ein Dorf (estnisch küla) auf der größten estnischen Insel Saaremaa. Es gehört zur Landgemeinde Saaremaa (bis 2017: Landgemeinde Lääne-Saare) im Kreis Saare. Bis zur Neugründung der Landgemeinde Saaremaa hieß der Ort „Nõmme“ und wurde umbenannt, um sich von Nõmme zu unterscheiden, da beide nun in derselben Landgemeinde liegen.

## Beschreibung
Das Dorf hat 15 Einwohner (Stand 1. Januar 2016). Seine Fläche beträgt 2,23 km².
Die Schule des Ortes wurde 1846 als Dorfschule gegründet. Westlich des Dorfkerns fließt der Fluss Põduste (Põduste jõgi).